# Semjon Pawlowitsch Podjatschew
Semjon Pawlowitsch Podjatschew (russisch Семён Павлович Подъячев; * 1866; † 1934) war ein russischer Schriftsteller.
Podjatschew veröffentlichte 1888 seine erste Kurzgeschichte. 1918 trat er der Kommunistischen Partei bei. Er ist Verfasser vieler Erzählungen über das vor-revolutionäre Leben der Bauern. Zwischen 1926 und 1930 erschienen elf Bände seiner gesammelten Werke.